# Gordon Cleaver
Gordon Neil Spencer „Mouse“ Cleaver (* 27. April 1910 in Stanmore, Middlesex; † 24. Dezember 1994) war ein britischer Jagdflieger. Mit sieben bestätigten Abschüssen stieg er während des Zweiten Weltkriegs zum Fliegerass auf. Zuvor gewann er 1931 die erste Kombination im Rahmen der alpinen Hahnenkammrennen, später inspirierte eine Kriegsverletzung die Entwicklung der Intraokularlinse.

## Biografie
Gordon Cleaver stammte aus Stanmore in der Region Greater London und besuchte das renommierte Jungeninternat Harrow School. Ende März 1931 gewann er – ohne zur offiziellen britischen Nationalmannschaft zu gehören – die Kombination im Rahmen der erstmals ausgetragenen Hahnenkammrennen von Kitzbühel. In der Abfahrt wurde er Sechster, im Slalom Zweiter, was in Summe den Tiefstwert von 269,29 Punkten ergab. Ein weiterer späterer Jagdflieger, Roger Bushell, der als Anführer der „Great Escape“ in die Geschichte einging, nahm ebenfalls an dem Rennen teil. Cleaver blieb bis zum Slalomsieg Dave Rydings im Jahr 2022 der einzige britische Sieger des prestigeträchtigen Skirennens.

### Jagdflieger und Augenverletzung
1937 trat Cleaver der Auxiliary Air Force bei, ab Dezember 1939 war er am operativen Fluggeschehen beteiligt. Während des Zweiten Weltkriegs diente er, ausgehend vom Stützpunkt Tangmere, in der Schwadron 601 und war unter anderem in die Schlacht von Dünkirchen involviert. Über Mons, Dünkirchen und anderen umkämpften Orten gelangen ihm insgesamt sieben bis neun feindliche Abschüsse. Am 15. August 1940 wurde seine Hawker Hurricane über Winchester abgeschossen, woraufhin sich Cleaver durch einen Fallschirmabsprung retten konnte. Er landete in Lower Upham in der Nähe von Southampton und wurde mit Verletzungen an beiden Augen ins Krankenhaus von Salisbury eingeliefert. Danach arbeitete er auf dem Boden weiterhin für die Air Force und verließ diese 1943, ausgezeichnet mit dem Distinguished Flying Cross, im Rang eines Schwadronführers.
Während seines Abschusses waren Fragmente der Kabinenhaube in beide Augen Cleavers gelangt. Auf dem linken Auge büßte er einen Teil seines Sehvermögens ein, auf dem rechten Auge erblindete er vollständig. Cleaver, der von Kollegen aufgrund seiner Gesichtszüge „Mouse“ genannt wurde, blieb nach dem Krieg in ärztlicher Behandlung und musste sich insgesamt 18 Operationen an Augen und Gesicht, unter anderem am Moorfields Eye Hospital, unterziehen. Der Ophthalmologe Harold Ridley entdeckte, dass die Acrylglassplitter in Cleavers rechtem Augapfel ohne Fremdkörperreaktion einheilten. Ridley nutzte diese Erkenntnis für die Entwicklung einer Linse aus Polymethylmethacrylat, die erstmals im November 1949 intraokular eingesetzt wurde. In hohem Alter litt Cleaver an einem Katarakt und bekam 1987 selbst eine Intraokularlinse.
Gordon Cleaver starb am 24. Dezember 1994 im Alter von 84 Jahren.

## Rezeption
Der Kitzbüheler Ski Club (KSC), traditionell Veranstalter der jährlichen Hahnenkammrennen, vergab zum 75-jährigen Rennjubiläum 2006 den Cleaver Cup, mit dem der bestplatzierte britische Teilnehmer gewürdigt werden sollte. Der Preis ging an den Schotten Finlay Mickel, der Abfahrtsrang 25 belegte.

“We are really proud of him. The British were so important to the early popularity of skiing, especially ski racing. He was the reason that the Hahnenkamm became an international event, because it would not have been had it been won by a local.”

„Wir sind wirklich stolz auf ihn (Gordon Cleaver, Anm.) Die Briten waren so wichtig für die frühe Popularität des Skifahrens, speziell des Rennfahrens. Er war der Grund dafür, dass der Hahnenkamm eine internationale Veranstaltung wurde, was nicht passiert wäre, hätte ein Einheimischer gewonnen.“

Die Bedeutung seiner Augenverletzung für Harold Ridley und die Entwicklung der Intraokularlinse wurde vom US-amerikanischen Ophthalmologen David J. Apple im 2006 vorgestellten Buch Sir Harold Ridley and His Flight for Sight (ISBN 1-55642-786-7) festgehalten.

## Erfolge und Auszeichnungen
- 1931: Hahnenkammsieger
- 1940: Distinguished Flying Cross